# Église Saint-Médard de Fresnes-Mazancourt
L'église Saint-Médard de Fresnes-Mazancourt est une église catholique située à Fresnes-Mazancourt, dans le département de la Somme, à l'est d'Amiens.

## Historique
L’ancienne église romane de Fresnes-Mazancourt, datant du XIIe siècle, ayant été anéantie au cours de la Première Guerre mondiale, fut reconstruite durant l'entre-deux-guerres. En 1927, l'architecte, Louis Duthoit fut chargé d'en dresser les plans. La construction fut ralentie à cause de la découverte de sapes et de galeries, notamment sous le clocher; elle se termina en 1931.

## Caractéristiques

### Extérieur
Louis Duthoit s'efforça de sauvegarder le caractère de l'ancienne église dans la nature des matériaux utilisés et dans l'aspect général de l'édifice. L'église est construite en pierre blanche sur un soubassement de grès selon un plan basilical traditionnel. Son allure générale rappelle celle d'une église romane.
Le clocher coiffé d'une toiture en forme de flèche recouverte d'ardoise flanque le côté nord de l'entrée. Le portail est protégé par un auvent de pierre.

### Intérieur
Le décor intérieur fut réalisé dans les années 1931 et 1932 :
- Le mobilier en pierre dessiné par Louis Duthoit, fut réalisé par Marcel Sueur d'Amiens (maître-autel, table de communion, chaire, bénitier) ;
- Jean Gaudin, maître-verrier réalisa les vitraux à losanges en mosaïques qui furent remplacés par des vitraux de Claude Barre, artisan vitrailliste à Amiens, après la Seconde Guerre mondiale ;
- Gérard Ansart réalisa le chemin de croix ;
- des statues et le décor des fonts baptismaux sont l'œuvre du sculpteur Darras ;

Louis Duthoit conçut également le monument aux morts, en forme de lanterne des morts, à côté de l'église.

## Photos

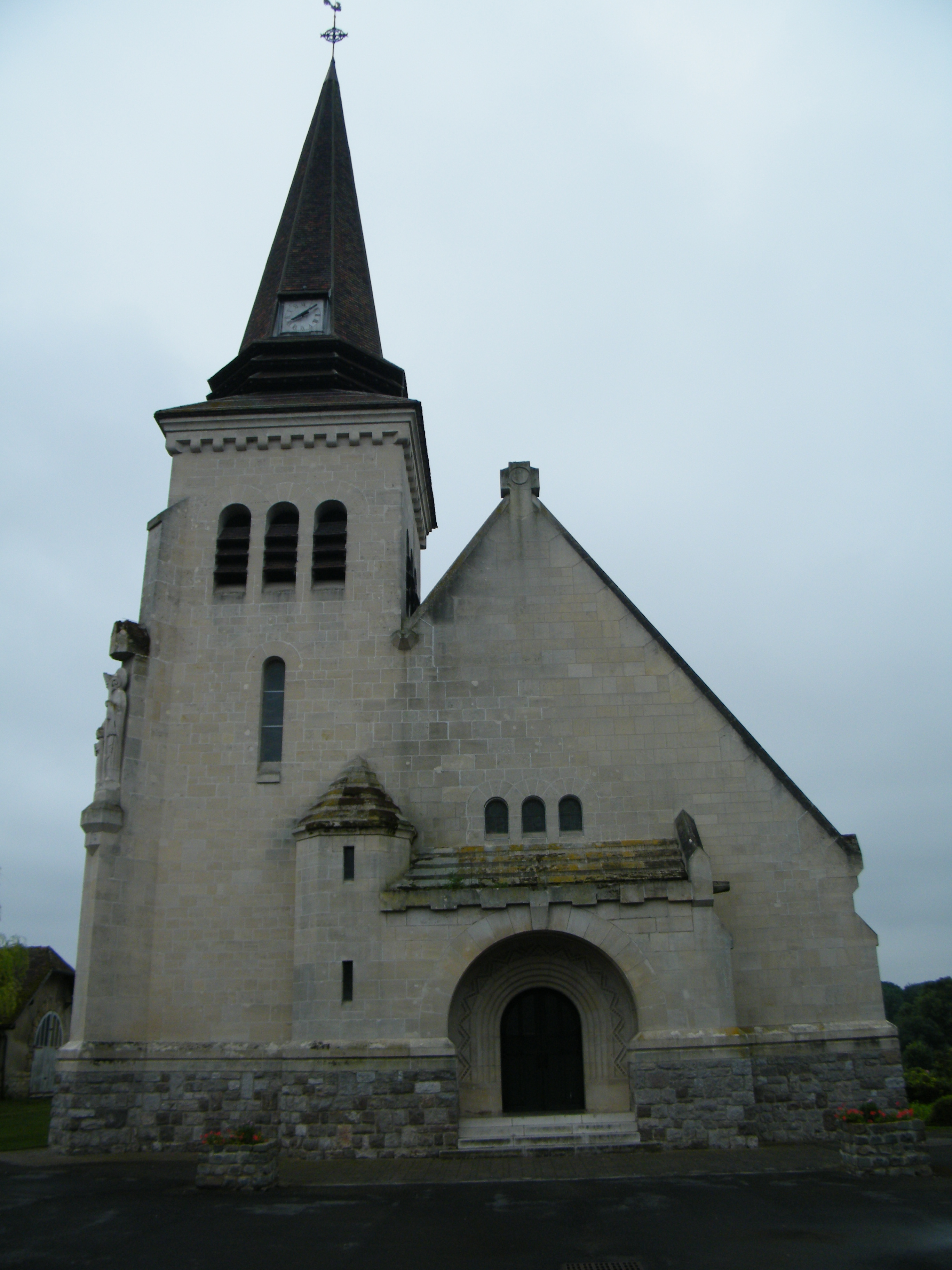
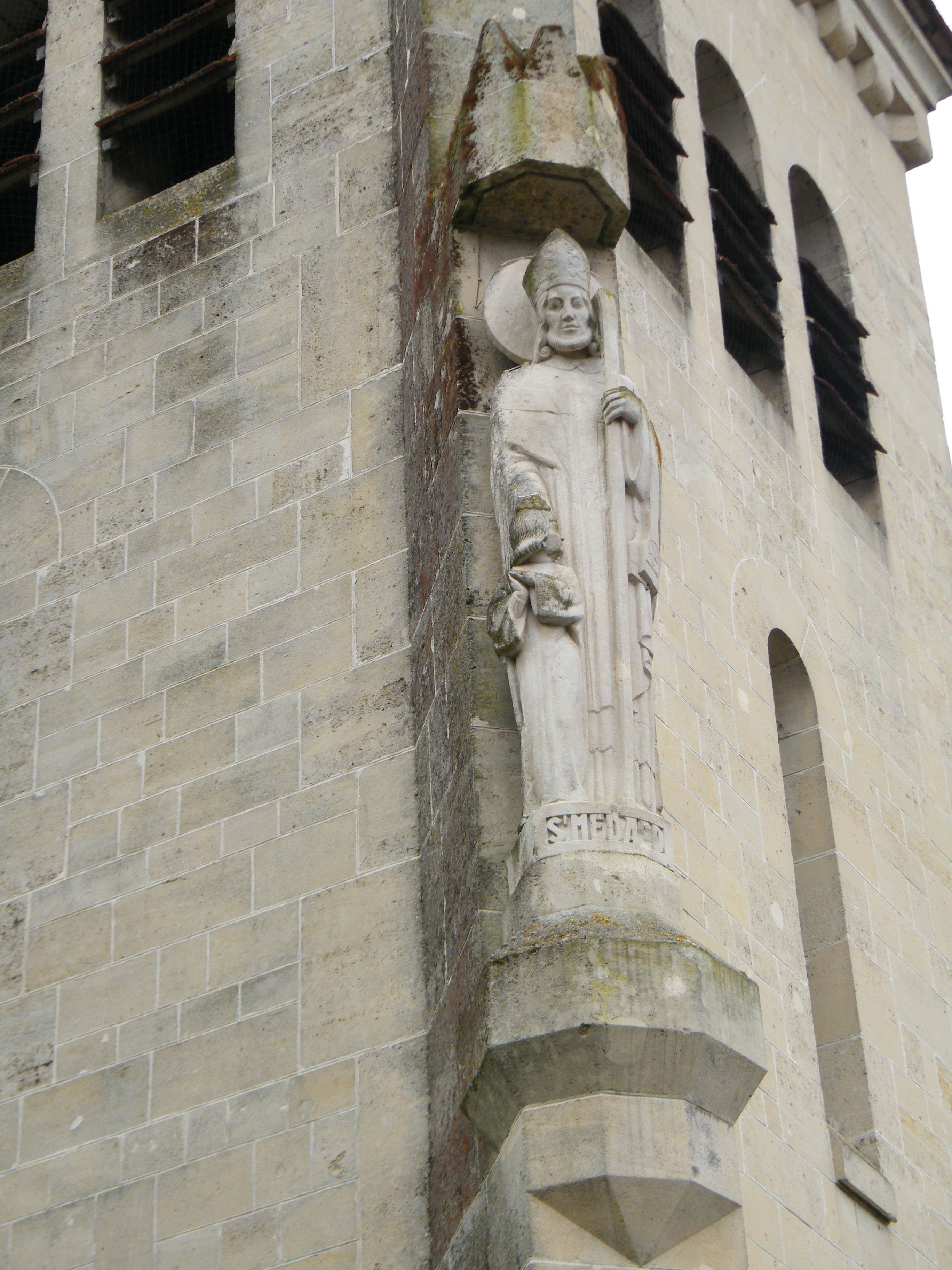
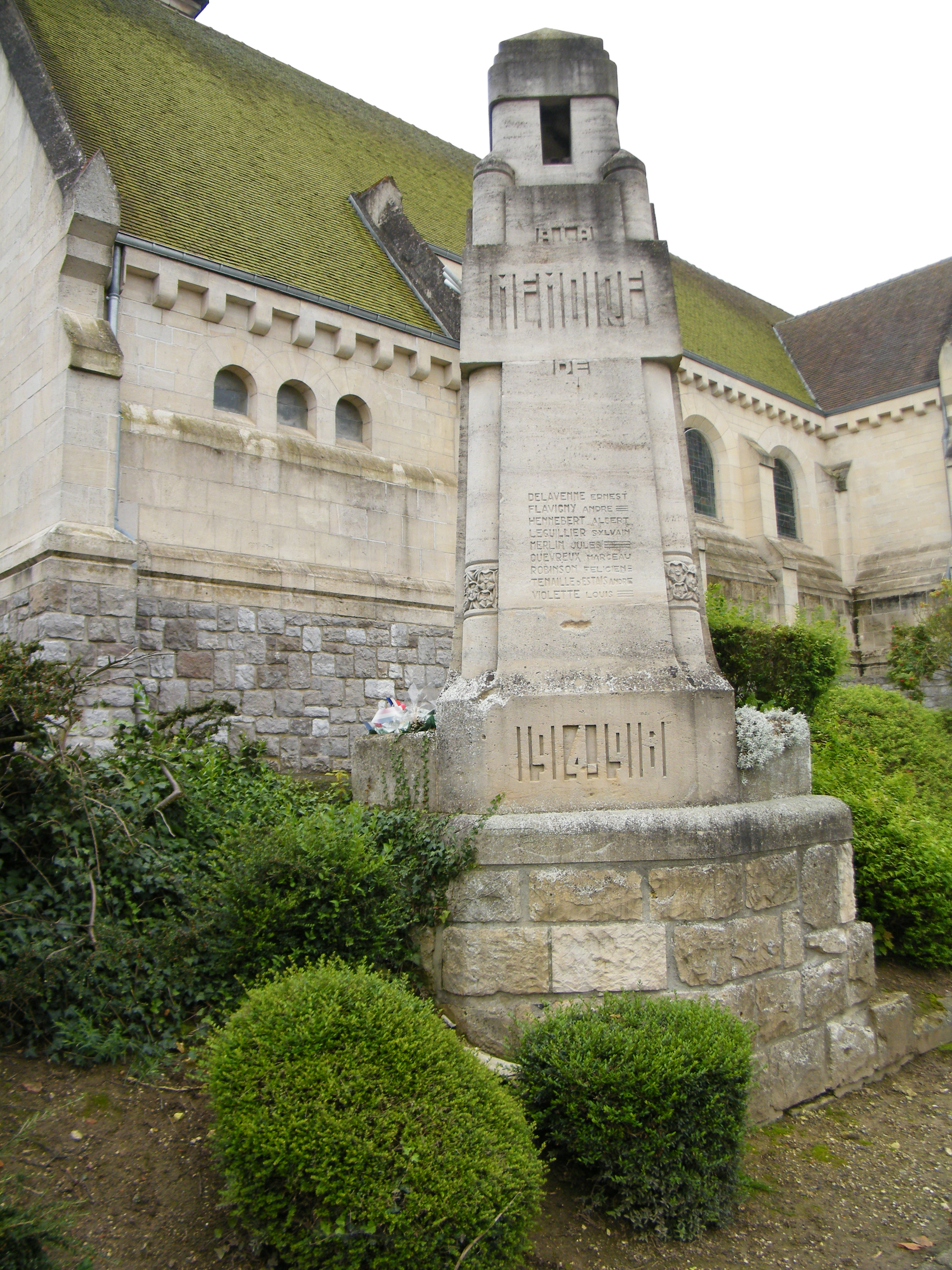
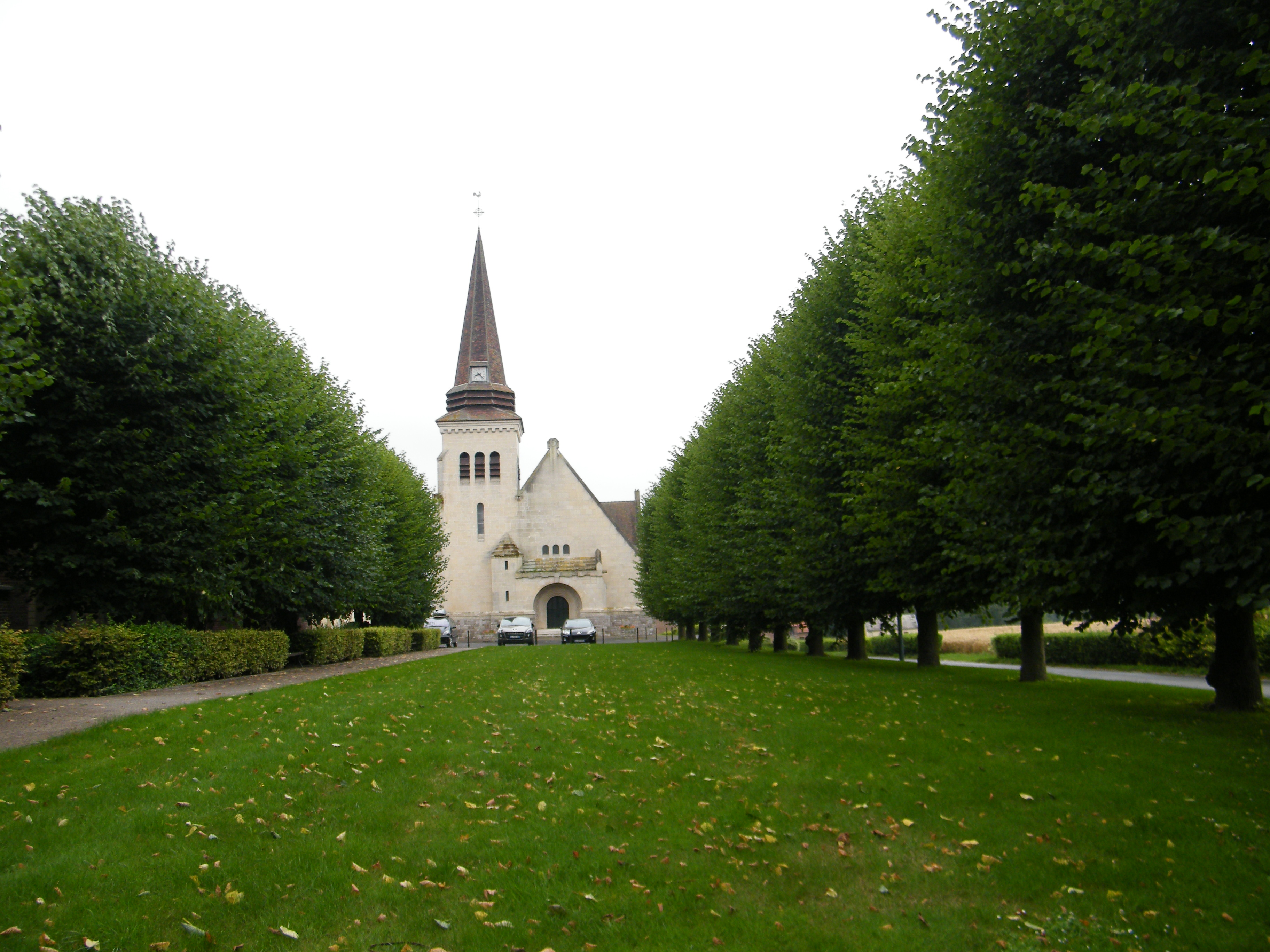